# 科洛斯 (扎波罗热州)
47°57′27″N 35°37′57″E / 47.95750°N 35.63250°E
科洛斯（羅馬化：Kolos）是位於烏克蘭南部扎波羅熱州扎波羅熱区的米哈伊洛-盧卡舍韋市鎮的村莊。該村處於索洛納河右岸，距離米哈伊洛-盧卡舍韋約2公里，面積0.325平方公里。